# چینی هان شرقی
چینی هان شرقی (به چینی: 漢代音系) یا چینی هان پسین دوره‌ای از زبان چینی است که در دورهٔ دودمان هان شرقی (دو سدهٔ نخست پس از میلاد) در چین رایج بوده‌است. این زبان یک مرحله بینابینی میان چینی کهن و چینی میانه محسوب می‌شود.